# 奥列格·舍宁
奥列格·西蒙诺维奇·舍宁（俄语：Олег Семёнович Шенин；1937年7月2日—2009年5月28日），俄罗斯政治人物，苏联共产党 (2001年)领袖。
舍宁原为苏联共产党中央委员，1990年进入苏共中央政治局，任苏共中央书记处书记。八一九事变中，舍宁支持国家紧急状态委员会，以苏共中央书记名义向各加盟共和国党委发表声明，要求各地党委采取紧急状态。事变被平息后，舍宁被捕。
1994年，舍宁因健康原因被赦免出狱。俄罗斯联邦共产党成立后，舍宁成为俄共领导之一，担任共产党联盟－苏联共产党主席。1997年后，舍宁逐渐开始反对俄共领导人根纳季·久加诺夫，鼓吹俄共和白俄罗斯共产党建立联盟。2001年，舍宁同俄共决裂，另创共产党联盟—苏联共产党（列宁—斯大林），不久改称“苏联共产党”，自任主席。
2009年5月28日，舍宁病逝于莫斯科。